# 미래일기
《미래일기》(未来日記)는 일본의 만화가 에스노 사카에가 그린 만화이다. 소년 에이스에 2006년 1월 26일부터 연재를 시작했으며, 일본에서는 가도카와 쇼텐, 대한민국에서는 대원씨아이가 출판하고 있다. 2010년 12월 일본에서 59화로 완결되었으며, 단행본은 12권 + 미래일기 모자이크, 미래일기 패러독스 까지, 대한민국에는 단행본으로 12권+미래일기 모자이크, 미래일기 패러독스 편까지 발매되었다.

## 내용
주인공 유키테루는 친구들과 어울리지 않으며, 언제나 하는 일은 휴대전화에 일기를 쓰는 것이었다. 그의 '시공왕 데우스 엑스 마키나'라는 이름의 가공의 인물은 어느날 유키테루에게 한 가지 게임을 제안했다. 열 두 명이 참가해서, 마지막까지 살아남는 한 사람이 자신의 뒤를 이어 세계의 신이 되게 해주겠다는 것이었다. 게임에서 승리하기 위해 참가자들은 각자의 일기장(대체로 휴대전화)을 이용해 상대방을 무찔러야 한다. 유키테루는 같은 반 여학생인 유노와 연합하며, 게임을 진행하는 과정에서 유노의 특이한 점을 하나 둘 알게 된다.
각 참가자는 데우스가 일기를 변화시킨 순서에 따라 1st에서 12th까지의 순서를 부여받으며, 변화된 일기는 그 소유자들이 그동안 기록했던 것과 같은 방식으로 앞으로 일어날 일을 예언한다. 각 일기는 소유자의 성격이나 직업 및 그동안의 생활에 따라 다른 성질을 가진다. 모든 일기에는 단점이 있으나 (각 일기만의 맹점), 그 중에서도 특히나 도움이 되지 않는 일기도 있다. 일기는 미래의 기록자(대체로 자기 자신)의 관점에서 기록되는 것이므로, 기록자가 상황을 잘못 파악하여 기록된 내용이 사실과 다를 수 있다. 또한 일기에 기록된 것과 다른 행동을 함으로써 미래를 바꿀 수 있는데, 이 때는 일기의 예언 내용도 함께 바뀐다. 각 일기는 소유자의 미래를 담고 있으므로, 이를 담은 매체가 손상 혹은 파괴되면 소유자 또한 소멸된다.

## 등장인물

### 미래일기 소유자
아마노 유키테루(天野 雪輝)
일기의 종류: 무차별 일기 (1st)
사쿠라미 중학교 2학년생인 아마노 유키테루는 자신의 인생에서 방관자(傍觀者)였다. 유키의 "무차별 일기"는 매 분마다 주변상황을 '관찰'해서 중립적으로 기록한다. 이 일기는, 주변 상황을 가장 신속하고 객관적으로 밝혀준다. 주변에 일어나는 거의 모든 일이 기록되지만 자기 자신에 대해서는 아무것도 기록되지 않는다.
이름의 유래는 로마 신화의 하늘의 신, 유피테르(제우스)
가사이 유노 (我妻 由乃)
일기의 종류: 유키테루 일기(2nd)
본작의 히로인. 유키테루와 같은 반의 소녀. 미인에 성적과 몸매도 좋고 모든 이의 동경의 대상이지만, 사실은 유키테루에 반해있는 스토커. 히야마에게서 유키테루를 지키기 위해 같이 싸운 것이 계기가 되어 같이 행동하게 된다. 미사카 아동양호시설 출신이며, 가사이 우시오의 양녀로서 받아들여지기 전에는 가족이 없었다. 신의 자리에는 흥미가 없고, 그저 유키테루와 함께 있고싶어 할 뿐이다. 또한, [DEAD END]이외의 현재 유일한 END인 [HAPPY END]가 그녀의 미래일기에 표시되어 있다.
유키테루를 위해서라면 주저하지 않고 모든 것을 희생시키는 행동을 취하는 때가 많지만, 그 이외에는 무관심. 또한 유키테루에게 접근하는 여성에 대해서는 적으로 간주하여 죽이려고 한다. (실제로 유키테루에게 접근하는 여성은 츠바키(6th)나 히나타 등 유키테루를 이용하는 적의 경우가 많다). 유키테루 왈, [감정기복의 스위치가 들어가면 정상 궤도를 벗어난 언동을 한다] 특히 유키테루의 신변에 위험이 닥치거나, 생각대로 되지 않을 때 자주 그렇게 된다. 평소는 유키테루를 [윳키-]라는 애칭으로 부르고 있다. (학교에서는 의식해서 유키테루군 이라고 부르고 있다).
유키테루와의 만남은 1년 전으로, 장래의 꿈 앙케이트에서 뭘 적어야 할 지 몰라서 곤란해하고 있을 때, 방과후의 교실에 남아있던 때 서로 알게 된다. 거기서 자신과 같이 남아있던 유키테루의 [가족과 함께 별을 보러 가고 싶어]라는 양친의 이혼에 의해 이루어지지 못한 꿈을 긍정하여, 그와 가족으로서 별을 보러 가기 위해 "내가 유키테루의 신부가 되 줄게" 라고 말한 것이 호의로 이어진다. 유키테루의 모친과는 의기투합하여, 그녀에게서 부모 공인 커플로 인정받지만 만약 유키테루의 어머니가 자신들의 관계를 인정하지 않았을 경우, 그녀를 죽일 생각이었다고 여겨지는 행동을 취한다.
가사 전반은 뛰어나다. 양친은 해외에 출장한 것으로 되어 있지만, 자택의 방에서 3구의 시체가 굴러다니고, 실제는 그 시체 중 2개가 해외에 출장으로 되어있는 양친이다. 그 때문에, 어머니를 떠올릴 때는 자택의 시체를 떠올리고 있었다. 그와 관하여 정신적으로 굉장히 위험하고 불안정하며, 자기자신이 궁지에 몰릴 때 무의식적으로 자기 좋을 대로 기억이 수정된다. 이 정신상태는 우울병이 악화된 어머니와 일로 돌아오지 않는 아버지에게 시달린 결과로, 어릴 적엔 언젠가 정상으로 돌아올 것으로 믿고 있었다고 한다.
그녀가 소유하는 휴대전화 [유키테루일기]는, 유키테루의 미래를 10분 간격으로 기록하는 능력을 가진다. 굉장히 한정적인 내용이지만, 그 유효범위는 그 특성상 거의 무한이며, 유키테루의 [무차별일기]와 조합하면 [완전예지]가 가능해진다. 하지만 역으로 말하자면 [유키테루 일기]는 위와 같은 특성으로 인해 유키테루에 게 최대의 적이 될 수 있는 존재이다. 또한, 일기 중의 유키테루는 조금 미화되는 경향이 있다.
유키테루와 마찬가지로, 다른 일기 소유자들과 비교하자면 이렇다할 특이한 능력은 가지지 못하지만 지력, 신체능력이 굉장히 높다. 상황을 정확히 분석, 파악하는 통찰력과 주저하지 않는 행동력으로 다른 소유자들에게도 실력을 인정받고있다. 또한, 레이스케(5th)전에서는 가부좌같은 포즈를 취하고, [호죠 레이스케]가 된 것처럼 그의 심리를 읽는 등 미지의 기술을 사용한다.
유키테루를 일방적으로 도와주는 듯한 인상을 주지만, 실제는 히야마(3rd)나 미네네(9th)와의 전투처럼 유키테루를 서포트하는 경우도 있다. 한편 츠바키(6th)에게 잡혀서 신비안교의 신자들에게 능욕당할뻔 했던 때나, 레이스케의 개조 스턴건에 의해 독가스를 마실뻔한 때 등 유노가 궁지에 몰렸을 때 유키테루에게 도움을 받을 때도 있다.
미네네의 무차별 테러의 영향으로, 유키테루와 함께 시립 우메사토 중학교로 전학하게 된다. 하지만, 유키테루와 반이 떨어진 것과 그가 "친구"와 사이좋게 지내는 것을 보고 마음 속 깊이 반 친구들에게 살의를 불태운다.
아키세 아루에 의해 가사이가에 있던 3구째의 신원불명 시체가 "진짜 가사이 유노"라는 것이 밝혀져, 지금까지 "가사이 유노"라고 알려져 있던 자신이 "정체모를 가사이 유노의 가짜"라는 것이 유추된다. 그러나, 그 정체는 신이 되어 시간을 되돌린 1주차의 가사이 유노. 실제는 양쪽 모두 유노 본인이다. 1주차에서는 유키테루와 함께 최후의 일기소유자가 되지만, 서로가 서로를 죽일 수 없었기 때문에, 동반자살을 결의한 것을 가장해 혼자 살아남고, 신이 되어 유키테루를 되살리려고 한다. 그러나, 죽은 사람을 되살리는 것은 불가능하다는 것을 깨닫고 유키테루와 맺어지기 위해서 세계를 루프시켜 2주차의 유노를 죽여서 바꿔치기했다.
그 후, 유키테루가 1주차와 같이 동반자살을 선택한 것으로 인해 1주차의 무르무르와 작당하여 의 핵엑스맛킨낭여 과거로 날아가, 계속하여 게임을 반복하는 것으로 유키테루와의 생활을 유지시키려고 한다. 끝내는, 3주차의 자신의 부친을 찔러버리고 만다. 그러나, 유키테루에의 마음을 없던 것으로 할 수 없었고, 희망을 안고있던 자신을 접했던 것과 몸을 던져 3주차의 자신을 지키려고 한 양친을 본 것으로 인해 크게 동요하여, "의존 할 수 있었다면 누구라도 상관 없었다"는 마음과 함께 이별을 고하고 유키테루를 꿈의 세계로 가둔다. 꿈의 세계에서도 자신을 구하려고 하는 유키테루의 마음과 접해, 유키테루를 구하기 위해 자신을 죽이는 길을 선택한다. 또한, 1주차의 세계에서는 끝까지 [아마노]이라고 부르며, 서로 좋아하던 마음도 깊지는 않았다고 생각된다. (2주차의 자신을 죽이고나서부터 윳키 라고 부르게 되었다).
3주차에서는 전회의 건으로 관계가 개선된 양친과 함께 행복하게 살고 있었다. 그러나, 무르무르가 남긴 1주차와 2주차의 기억을 나눠서 받고 있었기에, 시간이 지나 유키테루를 기억해내고, 1주차의 신의 힘을 행사한 것인지 차원의 벽을 파괴하고 허무하게 있던 2주차의 유키테루와 재회. 유키테루와 함께 별을 보러 갔다./ 또는 블루레이판 무르무르의 뒷미래일기에 의하면 유키테루와 2주차 세계를 다시 만든다.
위와 같이 이른바 "얀데레 캐릭터"이다. 여자답게 귀여운 일면도 있지만, 병적으로 유키테루를 사랑하고 있기 때문에 유키테루에게 고백받은 후, 그가 자신만을 보게하기 위해 유키테루를 감금시킨 일도 있다.
유래는, 로마 신화에서 유피테르의 부인이자 여동생, 결혼과 질투의 여신 유노 (그리스 신화에서의 헤라)
원작자 에스노 사카에 에 의하면 "본 작의 주인공"이라고 한다.
히야마 타카오 (火山高夫)
소유미래일기: 살인일기(3rd)
사쿠라미 중학교의 영어교사. 사실은 대형의 나이프를 사용하여 살인을 일삼는 살인범이다. 범행을 할 때는 전신에 방탄, 방폭성능을 가진 검은 코트를 두르고, 맨 얼굴을 감추기 위해 마스크를 쓰고 다닌다.
그가 소지하는 휴대전화 [살인일기]는, 미래에 자신이 범할 살인의 상황을 기록하는 능력을 가진다. 사전에 범행방법과 그 결과를 알 수 있기 때문에, 완전한 살인계획서라고 할 수 있다.
한편, 미래의 기술이 살인대상을 중심인 것으로 확정되어있는 것이 약점이다.
살인을 범한 직후에 무르무르와 접촉하지만, 당초 무르무르의 발언을 듣지도 않고 [살인일기]를 스스로 파괴해서 자멸하는 실태를 보여준다. 미네네와 교전하지만 패배하여 놓치고, 그 후 성적이 갑자기 오르는 등 극적인 변화가 보이는 유키테루를 미래일기 소유자로 판단하여 습격하지만, 유키테루와 유노의 연계에 의해 [살인일기]를 파괴당하여 소멸한다.
3주차의 세계에서도 살인을 범하고 있지만, 우연히 조우한 히라사카(12th)에 잡혔다. (애니판에서는 형모소에서 히야마에게 히라사카가 면회를 오는 것으로 봐서, 면식이 있는 모양)
또한, 맨얼굴 공개중에 소멸해버렸지만, PSP게임 또는 애니 공식 사이트에서는 마스크를 벗은 맨얼굴을 볼 수 있다.
이름의 유래는, 로마 신화의 화산의 신 불카누스(헤파이스토스)
쿠르스 케이코 (来須圭悟)
일기번호: 4th [포쓰]
일기의 종류: 수사 일기
직업은 형사로. 처음에 모든 미래일기 소유자가 만났을 때 "안심해라 1st. 넌 내가 보호한다" 라고 말했기 까지한 정의파. 가족으론 아내와 병으로 얼마 살지 못하는 아들이 있다. 원래는 3rd를 쫓고 있었으나, 유키테루가 처치했다는것을 알고 유키테루에게 접근. 9th를 물리치고 난 후 미래동맹을 결성. 그 이후에 계속 유키와 유노를 도와준다. 6th와 싸울때 9th를 생포해서 메일을 교환하는 조건으로 풀어주고 계속 정보를 흘려준다. 수사일기는 그 능력이 생각보다 굉장한 수준으로, 데우스가 웬만한 일이 나지 않는 이상 제 1순위라고 생각했었지만 무르무르가 데우스의 노쇠화가 빨리 진행되자 어쩔 수 없이 아들이 죽는다는것을 예정보다 빨리 알려줬고, 그 결과 유키테루와 유노를 배신. 총격전을 벌이지만 9th가 아내와 아들을 인질로 잡는다. 그럼에도 불구하고 계획을 진행, 유노와 싸우다가 유노를 인질로 잡고 유키테루에게 자살을 요구하지만 유키테루가 유노가 가지고 있던 결혼사진을 보고 '유노가 내가 쏜 총에 맞아 사망'이라는 미래를 바꿔서 총에 맞고 폭주할뻔했으나 때마쳐 등장한 니시지마를 보고 침착성을 되찾아 9th에게 아들을 부탁한다고 하며 휴대폰을 자신이 부숴서 사망. 그리스 신화는 '헤르메스'가 모티브.
호죠 레이스케 (豊穣礼佑)
일기번호: 5th
일기의 종류: 하이퍼 비전 다이어리
5살 정도의 어린아이로. '엘리트'를 추구한다. 6th와 싸울때 죽은 신도가 레이스케의 부모여서, 유키테루의 어머니가 당분간 봐준다는 명목을 얻어서 유키테루 집에 침입. 이후 유노를 세번이나 죽이려고 했지만 전부 막히고, 나중엔 독가스를 살포하며 숨바꼭질을 한다며 유키테루를 죽을뻔, 유노는 숨을 참으며 레이스케를 찾으려고 하자 전기쇼크로 죽일뻔한다. 하지만 미래를 바꾸려는 유키테루가 유노에게 입으로 공기를 주며 유노가 되살아나 유노의 칼에 찔려 사망. 이후 유노와 유키테루는 죽을뻔했으나 4th가 준 정보로 도우러 온 9th의 도움으로 가까스로 살아남는다. 유노와 유키테루가 사망할뻔 하게 만든 한명으로. '하이퍼 비전 다이어리'는 아침점심저녁 세번 볼수 밖에 없고, 나이가 적었다는 걸 생각해봤을때와 결과를 보면 조금만 더 일기가 좋거나 나이가 많아서 성숙했다면 오히려 결과가 반대였을 것이다. 그리스 신화는 '데메테르'.
카스가노 츠바키
일기의 종류: 천리안 일기(6th)
신흥종교집단 "신비안교"의 교주를 맡고있는 무녀. 태어나면서부터 왼쪽 눈이 약시로, 오른쪽 눈은 머리카락으로 가리고 있다. 보통은 격자로 된 칸막이 감옥에 있다.
신자들은 "신비안님"이라고 부르고 있지만, 사실은 전 교주였던 양친이 죽은 이후 신자들에게 자주 능욕당하고 있었다. 그 때문에, "이딴 세상은 없어지는게 낫다"라는 생각을 하게 되어 세계를 멸망시키기 위해 신의 자리를 노린다.
그녀가 소유하는 두루말이 "천리안일기"는, 1000명 이상의 신자들이나 손님들에게 오는 미래의 "보고"가 기록되는 능력을 가진다. 그 때문에, 광범위한 정보를 파악할 수 있고, 멀리 떨어진 지점의 정보를 알 수가 있다. 단, 기록된 내용은 타인으로부터의 보고인 탓에 정보 조작에 약하다.
그 때문에, 최면술을 사용하는 히라사카(12th)가 천적이다.
잡은 미네네를 미끼로 하여 유키테루, 유노, 쿠루스를 일망타진하려고 하지만 DEAD END플래그가 섰기 때문에, 유키테루를 이용하여 운명을 바꾸려고 한다. 천적인 히라사카의 사폭 후, 본성을 드러내어 약해진 유노를 포획하고 유키테루를 죽이려고 하지만 히라사카가 행한 정보혼란의 응용을 유키테루에게 당해 다트로 일기를 파괴당해 소멸한다.
3주차의 세계에서는 양친이 살해당하지 않고 그 때문에 교단도 사교(邪教)가 되지 않는다. 아키세 아루에게 반했지만, 이것은 "미래일기 패러독스"와 같다.
유래는 로마 신화의 봄의 여신 프로셀피나(그리스 신화의 페르세포네)

이쿠사바 마르코& 미카미 아이
일기번호: 7th
일기의 종류: 교환 일기
서로 사랑하는 사이의 연인으로. 아이는 과거에 부모에게 버려졌고, 그것을 마르코가 8th에게 데려가 같이 지낸다. 후에 고등학교에서 남자들에게 겁탈을 당하여 그걸 본 마르코가 격분. 그 자리에서 남학생들을 모두 죽이고 죄책감으로 자결을 하려 하지만 아이가 막으며 사랑이 싹터서 사귀게 된다. 둘의 콤비는 유노와 유키만큼, 아니면 그 이상으로. 서로의 일기로 서로의 상태를 계속 볼 수 있기 때문에 어찌보면 최강으로도 볼 수 있다. 처음 결전때 유노와 유키테루에게서 승리. 일기를 가로채지만 바로 파괴하지 않다가 유키테루의 아버지를 데려오라며 둘이 처음으로 만났던 타워에서 결전한다. 여기서 핸드폰을 다시 뺏겼으며, 유키테루와 유노의 꾀로 아이가 먼저 유노에게 목을 베어버려서 데드엔드 플래그가 세워지자 마르코가 즉시 가지만 자신들이 지켰던 시간을 지키지 못해 타워가 폭발해서 유키테루, 유노, 아이가 건물파편에 묻힌다. 이때 마르코가 아이를 구하기 위해 파편을 유노와 유키테루 도움으로 들고, 낙하산을 주며 자신도 데드엔드 플래그가 세워졌다며 보내준 후. 아이와 함께 죽는다. 그리스 신화는 마르코는 '아레스', 아이는 '아프로디테'이다.
우에시타 카마도
일기번호: 8th
일기의 종류: 증식 일기
키는 정상이지만 신체비율이 정상이 아닌 '엄마의 고향' 고아원의 원장. 고아원을 해체시켜버린 11th를 처치한다는 유키와 유노의 계획을 듣고 동참하지만 오히려 유키테루의 함정으로 아이들이 몰살. 자신이나 겨우 도망친 이후 11th에게 잡혀있다가 아키세와 친구들에게 풀려난다. 후에 유키에게 "아이들이 걱정없이 살 수 있는 세상을 만들어달라"며 유노의 칼에 찔려 사망. 미래일기 참가자중 유일하게 신이 될 의지가 없었던 사람. BD판에선 11th와 연인이 된다 그리스 신화에선 '헤스티아'가 모티브
우류 미네네 (雨流 みねね)
일기의 종류: 도주 일기(9th)
국제적인 여성 테러리스트. 연령은 18세. 본편의 외전 [미래일기 모자이크]에서는 주인공이다.
8세, 중동 여행중에 종교전쟁으로 양친을 잃고, 이후 신을 증오하여 종교시설, 종교관계자들에게 테러를 반복하고 있었다.
폭탄 테러를 특기로 하며, 서바이벌 게임에서도 주로 폭탄류를 무기로써 사용하고 있다. 또한, 변장도 특기로 경찰이나 병원에 잠입한 적도 있다.
목적을 위해서라면 주저도 용서도 전혀 없지만, 한편 사람을 잘 돌봐주고, 때때로 여성스러운 일면도 보여준다. 첫 등장시에 입고있는 고스로리풍의 옷은, 니시지마와 함께 히야마의 추적에서 도망칠 때 추천받은 것으로, 그 뒤에도 잠시동안 가지고 있었다.
그녀가 소지하는 휴대전화 [도망일기]는, 자신의 미래의 도주 루트가 기록되는 능력을 가진다. 완전한 도주경로를 알 수 있지만, 테러리스트인 그녀의 범행을 예지할 수 있는 쿠루스의 [수사일기]와 신자 1000명에 의해 감시되는 츠바키의 [천리안 일기]와는 상성이 나쁘다.
신인 데우스를 죽이는 것을 목적으로 게임의 승리를 노린다. 같은 범죄자인 히야마를 쫓지만, 그것을 쓰러뜨린 유키테루를 노리고 사쿠라미 중학교를 습격한다. 그러나 유키테루와 유노의 연계 앞에 패하여 왼쪽 눈을 당한다. 그 후, 일단 도망에 성공하나, 츠바키의 천리안일기와는 상성이 나빴던 것, 히라사카의 책략에 걸렸던 것 때문에 신비안교에게 잡혀서 고문을 받는다. 그 후, 시력을 읽은 왼쪽 눈을 노려내지고 이후 안대를 달고 다니게 된다.
신비안교의 사건 후, 쿠루스에게서 제안받아 동맹을 결성하지만, 나중에 어쩌다보니 동맹을 파괴하게 되어 유키테루, 유노와 손을 잡고 쿠루스를 쓰러뜨린다.
죤.바쿠스와의 싸움에서 니시지마에게 프로포즈를 받고, 싸움이 끝나면 테러리스트를 그만두고 결혼하겠다고 승낙한다. 니시지마들과 함께 트윈타워빌딩 [홀론3]를 파괴하러 가지만, 크레이모어 지뢰로 오른팔을 잃고 끝내는 존 바쿠스의 부하의 총격으로 니시지마가 사망한다. 직후, 유키테루에게 도움을 받지만 자신을 방패로 이용한 유키테루에게 분노를 보였다. 죤.바쿠스를 쓰러뜨리자는 말에 일단 같이 싸우지만, 죤.바쿠스가 가사이은행 대금고에서 농성을 했기 때문에, 작전실패로 판단하여 완전히 결별하고 유키테루를 총으로 쏘아 몰아붙인다. 그 후 한발짝 앞까지 다가가지만 유키테루의 일기를 이용한 작전에 의해 패배하고 중상을 입는다.
최후는 유키테루들에게 뒤를 부탁하고 죤.바쿠스가 틀어박혀 있는 금고 앞에서 자신의 일기를 파괴하고, 심음폭탄을 작동시켜 자폭했다.
그 후는 사망했다고 간주되었지만, 실제는 데우스에 의해 죽지 않은데다 지식과 힘, 오른팔을 받아 반인반신이 된다. 유키테루와 함께 시간도약을 행하여 3주차의 세계로 이동. 그 곳에서 무르무르와 싸워 다시 오른팔을 잃지만 그래도 살아남아 3주차의 세계에 남고, 3주차의 세계의 니시지마와의 사이에서 자식을 키우게 된다.
3주차의 세계에서는, 2주차의 세계에서 이동해온 미네네와는 별개로 3주차의 미네네도 존재하며, 3주차의 미네네는 테러리스트로서 테러활동을 계속 하고 있었다.
유래는, 로마 신화의 지혜와 전쟁의 여신 미네르바(그리스 신화의 아테네)
츠키시마 카류도
일기번호: 10th
일기의 종류: 사육일기
히노 히나타의 아버지. 아내와는 개 때문에 이혼중. 일기에 걸맞게 개들을 좋아하는데, 자신은 컵라면을 먹지만 개들은 스테이크를 줄 정도로 개를 유노가 유키를 좋아하는 수준으로 좋아하는 사람. 미래일기 소유자로 추측되는 사람들을 개들에게 죽이게 시켰으나, 아키세 아루에게 꼬리가 잡힌다. 그를 일기소유자로 착각한 그는 아키세에게 쉽게 접근할 수 있을 히나타에게 핸드폰을 넘겨주고 그를 죽이려고 했지만 실패한다. 그리고 그 사이에 4th에게 들켜서 그에게 죽게된다. 마지막으로 죽을 때 개들중 한마리에게 달린 통신기로 히나타에게 "아빠처럼 나쁜어른이 되면 안된다. 그리고 나쁜어른은 아빠 뿐만이 아니란다. 특히 선량한 척 하는 어른을 주의해야한다."라고 말하고, 자신의게 총을 겨누고 있는 쿠루스에게 "동의하지 않나, 4th"라는 말을 남긴다. 그리고 이 다음에 4th는 유키테루와 유노를 죽이려했기 때문에 그 어른은 4th를 지목한게 아닌가 싶다. 3주차에서는 히나타와 행복하게 지내고 있는 모습이 보인다. (애니판에선 사투리를 쓴다)라고 한다. 그리스 신화는 '아르테미스'가 모티브
존 바쿠스
일기번호: 11th
일기의 종류: The Watcher
사쿠라미시의 시장. 데우스에게 미래일기를 처음으로 제안해서 미래일기를 만든 '창조주'. 그래서인지 자신의 미래일기인 'The Watcher'는 다른 미래일기들을 모두 볼 수 있다. 사람을 보내 유키테루의 아버지를 죽인 인물이며, 8th의 증식일기와 슈퍼컴퓨터 HOLON과 연결시키며 사쿠라미시의 모든 사람에게 미래일기 능력을 부여한다. 주인공들이 능력을 모르는 사이 계속 괴롭혔지만 능력을 알아버리자 경찰들을 배치하지만 유키테루, 미네네, 유노에게 다 격파당하자 시간을 벌기 위해 가사이 은행의 이중금고 안으로 들어가 버린다. 애니판에선 유키테루와 미네네가 비서를 협박해 비밀번호를 알아내 첫 번째 문은 열었지만 두 번째 문은 가사이 일족이나 자신만이 열수 있는 인식기가 필요한 두 번째 문은 열지 못했다. 그래서 미네네가 "실패하면 너부터 죽인다" 면서 유키테루를 죽이려고 했지만 유키테루가 일기를 쓰고 유서를 써서 유노가 그걸 보고 유키테루에게 가자 미래가 바뀌어서 노이즈음이 들리자 미네네가 그쪽으로 갔지만 유키테루의 함정으로 총을 떨어트린다. 하지만 그 이후에 유키테루의 얼굴에 한방 주먹을 날리고 총을 주워서 죽일 수 있었지만 유키테루 뒤에 있던 자신의 어릴 적 환영을 보고 오히려 총에 맞아서 데드엔드 플래그가 세워지자 문이라도 열어주겠다면서 자폭. 그래도 열리지 않자 유키테루는 절규하고. 유노가 그때 때마침 와서 유노를 HOLON을 파괴하라고 보낸다. 이때까지만 해도 존 바쿠스는 이 문은 자신과 가사이 일족만 열 수 있지만 아키세의 추리를 듣고 난 후 이젠 열 수 있는 사람은 없다고 깨달아서 유노가 가짜라고 생각해 여유롭게 있었지만 진짜여서 문을 열고 들어와 머리에 총을 맞고 사망. 3주차에서는 일기를 통해 유노가 계속해서 게임을 반복할거라는 사실을 알고 데우스에게 알려서 게임이 일어나는걸 막는다. 그 후 미래 모노폴리 같은 게임을 제안하다 쫓겨나는 재미있는 모습을 보여주기도 한다. 그리스 신화에선 '디오니소스'가 모티브.
히라사카 요모츠
일기번호: 12th
일기의 종류: 정의 일기
정의 일기의 소유자로 맹인이다. 하지만 청력이 굉장히 좋고, 자신의 일기보다 더 사기적인 집단 최면술을 사용한다. 평소엔 평범하게 다니지만 정의(?)를 행할때면 잘 알려진 모습으로 옷을 갈아입는다. 맹인이기 때문에 보이스 레코더를 미래일기로 사용한다. 이후 9th를 자신의 아지트로 데리고 와 최면술을 걸어 나무토막을 9th의 미래일기로 착각하게 만들어 협박하며 안구를 뽑아버린다.(나중에 치료라곤 하지만 사실 손상된 안구는 제거하지 않으면 항원항체반응으로 나머지 눈도 실명되긴 한다.)그리고는 6th의 신비안교에 넘겨버린다. 이와같이 보이스레코더에는 자신이 행할 정의가 담겨있는데. 신비안교를 악의 교단으로 착각했지만 결과적으로는 그것이 맞았으므로 눈을 치료할 때도 보면 상황을 보는 능력은 정확하단것을 알 수 있다. 이후 신비안교의 지하실에서 9th를 가둬둔 상태로 사람들을 최면술로 조종하며 1st, 2nd, 6th를 공격한다. 하지만 유노의 신들린 도끼썰기(?)로 전부 돌파해버리자 멘탈붕괴한 상태로 미네네의 폭탄을 약간 가져가고 미네네에겐 열쇠를 주고 자신은 지하실에서 나간다. 그리고는 최면술로 자신처럼 입힌 4명과 파워레인저처럼 등장하는데 폭탄은 이때 이펙트로 사용한다(...) 그리고는 데드엔드 플래그가 세워졌다면서 돌진하는데. 유키테루가 왼쪽에서 두 번째라는것을 알아채고 유노가 공격하지만 마구잡이로 옆으로 움직이며 피하자 유노가 돌을 오른쪽으로 던지는척 하면서 왼쪽으로 던지자 청력이 유난히 발달한 12th를 제외하고 모두 오른쪽으로 보자 유노가 명대사인 "귀가 참 밝네" 라면서 목을 베어서 "니가 정의다.." 라면서 사망. 그리스 신화에서는 '하데스'가 모티브.
키리사키 아자미
일기번호: 13th (게임판에서만 등장)
일기의 종류: 비디오 일기
유키테루가 7th와 지하 주차장에서 싸울때 등장하며, 가라데를 배워서 그때의 마르코와 싸우면 완승을 했을정도로 실력자. 이후에 10th와 12th를 죽이며 굉장한 적수로 등장. 11th가 유일하게 비디오라서 훔쳐 볼 수가 없으므로 상당히 껄끄러워했던 존재. 여기까지만 보면 최후반까지 가며 무슨 복선을 만들 이 모든 일의 흑막으로 보이지만, 사실은 굉장한 대인배. 참가자중 유일하게 살인을 하지 않으려 하며, 소유자를 죽이려고 했다고 묘사하지만, 사실은 구하려고 한것. 원래는 자신의 부모를 죽이고 동생을 하반신마비 시킨 3rd를 쫓고 있었지만 늦어서 시체가 돼서야 도착. 유키테루는 그걸 보고 아자미가 죽였다고 생각. 최후엔 3rd같이 파편에 깔려서 죽지만 죽기 전까지의 시간을 유키테루에게 자신의 일기를 빌려줘서 11th를 처치하는데 도움을 주고 죽는다. 이 먼치킨급의 일기는 유일한 약점은 비디오 일기이기 때문에 어두운곳에서는 효과를 못본다. 그리스 신화의 모티브도 불명이다.

### 그 외 인물
아마노 레아
아마노 유키테루의 엄마다. 닌텐도 회사 직원이며 자주 집을 비운다. 사교성과 붙임성이 많아 유노에게 잘 대해줬다.(잘 대해주지 않았다면 죽을뻔했지만) 그래도 유키테루에게 의지가 되는 사람중 한명으로, 후에 자신의 남편에게 칼에 찔려 사망한다.
아마노 쿠로
아마노 유키테루의 아빠다. 빚을 안고 사며 "유키테루의 휴대폰을 부수면 빚을 없애주겠다."라는 소리를 듣고 부수려던것을 유노에게 발각당하고 불신당하며, 7th와의 결전에서 유키테루와 유노의 낙하산을 훔쳐 혼자 도망갔지만, 바로 따라온 아마노 레아가 경찰에 가자니까 그자리에서 칼로 찔러 사망시킨다. 이후 망원경을 찾으며 유키테루에게 사과하며 죗값을 치르겠다고 하지만 11th가 고용한 사람들에 의해 바로 사망한다.
코사카 오지
유키테루의 친구. 9th의 학교 폭발 사건이 일어나기 전까지 유키를 괴롭혔고, 그 일로 학교를 옮긴 뒤 유키테루에게 폭발사건을 이야기하며 또 왕따시킬뻔 했으나 히나타의 방해로 실패. 하지만 유노의 유키 감금사건 때 8th의 일기덕에 자신의 핸드폰이 '자신이 가장 빛나는 순간'을 적어두는 일기. '코사카 KING 일기'를 잠시 가지게 되어 아키세와 마오를 구하지만 유노한테 석궁을 맞아버렸다. 이후 핸드폰은 부서졌다. 그 이후 최후반에 11th의 계획으로 또 한번 미래일기를 얻게 되는데, 개과천선한건지 자신만이 아닌 주변사람들의 활약상까지 적는 'Neo 코사카 King' 일기를 얻는다. 8th를 보호할 때 히나타와 마오가 유키테루에게 총살당하자 "넌 울 자격도 없다"며 한방 주먹을 날리지만 바로 총살당했다.
히노 히나타
유키테루의 친구. 성격이 좋아서 유키테루가 코사카한테서 "모두를 죽일뻔 했다" 라고 말해서 당황해할 때 구해주며, 유키테루 실수로 거의 성추행수준의 벗기기를 당했지만 대인배스럽게 넘어간다. 아버지 10th에게서 미래일기를 받아서 유노와 유키테루를 죽이려고했지만 거의 반대로 자신이 죽일뻔 했지만 유키테루가 유노에게 여자친구라면서 유노를 진정시켜 살아남고, 후에 유키테루가 감금당할때와 11th를 공격할 때 도와줬다. 하지만 유키테루가 8th를 처치하려고 할 때 신이 돼도 어머니와 아버지를 살릴 수 없다고 진실을 밝히지만 유키테루가 유노의 전화를 듣고 부정하면서 총을 발포해 사망했다.
노노사카 마오
유키테루의 친구. 원작과 달리 애니판에서 미화되었으며 히나타를 굉장히 좋아하는듯 하다. 8th의 미래일기로 얻은 능력도 유노의 미래일기처럼 히나타를 10분간격으로 기록한 '히나타 러브러브 일기' 애니판 13화의 후일담에서 온천에서 히나타의 알몸을 찍으려고 무르무르에게 휴대폰에 방수기능을 넣어달라고 했으니 할말 다한 수준. 히나타가 유키테루에게 죽자 유키테루보고 진실을 외면하는 겁쟁이라고 말했다가 총살당한다.
아키세 아루 (秋瀬 或, Akise Aru)
유키테루의 친구이자 탐정이다. 가사이 유노를 보고 의심하는 것이 많이 발견된다. 유노처럼 유키테루를 좋아하는듯 하지만 미래일기 패러독스에선 무르무르가 "이 BL새꺄!" 라고 하지만 자신은 오히려 "난 게이 아냐"라고 한다. 하지만 데우스에게 자신이 관측자라고 듣고 소멸당할 때 자신의 의지로 한건 없으며, 자신의 의지로 한게 있다면 살려준다고 하자 여러가지를 말했는데, 그중 하나가 "유키테루를 좋아하는 마음은 내 진심이다." 라고 할정도. 유노의 집을 조사해서 3번째 해골의 정체가 2번째 세계의 가사이 유노라는걸 밝혀내기까지 한다. 이후 8th를 죽이려고 하는 유노를 11th의 계획으로 얻은 '탐정 일기'(상대 행동, 그 행동으로 변하는 미래까지 전부 적혀있는 일기)로 유노를 제압하지만 유노가 돌발행동(자신을 찌르고 "날 죽이면 유키가 널 어떻게 생각할까?")으로 일단 유키테루에게 가자 이미 유키테루는 마오, 히나타, 코사카를 죽인 이후. 다시한번 유키테루를 설득하지만 쫓아온 유노와 다시한번 싸우고. 자신의 탐정 일기에 적힌대로 유노의 미래일기를 파괴하지만, 그 미래일기는 1번째 유노가 아닌 이미 사망한 2번째 유노의 미래일기여서 유노는 소멸하지 않고 공격, 아키세의 목을 반 베어버린다. 그리고 쓰러진 상태에서 미래일기와 유노의 연관성을 추리해서 가사이 유노는 이미 게임에서 이기고 또다른 세계로 온 두 번째 유노란것을 밝혀내어 유키테루에게 전해주려 하지만, 목이 다쳐 목소리가 안나와 휴대폰에 적어서 보여준다. 도중에 유노가 위험을 느끼고 목을 베어버리지만, 목없는 상태에서도 좀비처럼 걸어가서 보여줄건 다 보여주고 죽는다.(아무리 미래일기라도 너무 잔인했는지 목만 대충 가린걸로 심의규정을 피했다. 무삭제판에선 보인다.) 정체는 데우스가 만든 관측자로, 미래일기 참여자들을 관찰하는 역할. 그 후, BD편에서 3세계의 유노를 신이 된 유키에게 가는 길에서 유노를 시험하는 시험자 역할을 하게 된다.
와카바 모에
유키테루의 과거 친구. 유키테루가 엄마와 닮았다는(?) 이유로 고백하려했지만 거절한 학생.
가사이 사이카
가사이 유노의 엄마(양)이며 가사이 우시오와는 부부사이다. 본편에선 얼굴이 공개되지 않았으며 25화의 무르무르의 뒷 미래일기에서 마지막 부분에 짧게 나온다. 병에 걸려서 가사이 유노를 감금시키고 화풀이를 했다. 그리고 유노가 수면제를 먹여버려서 가사이 우시오와 함께 철창에 감금되고 얼마못가 가사이 우시오와 죽어버렸다. 그리고 2년 전에서는 쿠루스 케이고와 폭발이 일어난 곳으로 가고 첫 번째 세계의 유노를 만나고 가사이 우시오와 만났다. 그리고 첫 번째 세계의 유노의 마지막 말을 듣고 유노를 잃었다. 세 번째 세계에서는 가사이 우시오와 함께 유노를 기르며 잘 살고있다.

## PSP 게임
PSP로 미래일기[13명째의 일기 소유자]가 발매되었고 기존 12th이외에 추가 13th가 나오면서 내용이 많이 바뀐다. 게임중 데우스에 의하면 그곳은 원래세계와 다른 게임용으로 만든 또 하나의 세계라고 한다.
2012년 4월 26일 리메이크판인 미래일기[13명째의 일기 소유자 RE:WRITE]가 발매되었다.

## 텔레비전 애니메이션
미래일기의 애니메이션화 제작 소식이 2010년 2월 발표되었다. 2010년 9월 9일 출시 예정이었으나 12월로 연기되었으며 일본 단행본 11권 한정판에 포함되는 파일럿 애니메이션 형식이며, DVD로 출판된다. 2011년 10월 13일부터 아스리드에서 제작한 텔레비전 애니메이션으로 도쿄 MX를 포함한 다수의 방송사에서 방영중이다.

### 제작진
- 원작: 에스노 사카에(えすのサカエ)
- 감독: 호소다 나오토(細田直人)
- 각본: 타카야마 카츠히코(高山カツヒコ)
- 캐릭터 디자인: 히라야마 에이지(平山英嗣)
- 서브 캐릭터 디자인: 와타나베 루리코
- 작품원화,작화,작화감독: 아스리드(アスリード)
- 애니메이션 제작: 아스리드(アスリード), 12인의 일기소유자들(12人の日記所有者たち)
- 방송국: 도쿄 MX
- 방송 기간: 2011년 10월 9일 ~ 2012년 4월 15일
- 화수: 총 26화

## OAD
2010년 12월에 11권 한정판에 포함돼서 발매되었으며 타이틀은〈미래 일기 11권 프리미엄 애니메이션 DVD포함 한정판이다. 11권 한정판에는 OAD(약20분/본편＋영상 특전), 신작 쟈켓·엷은 틀 사용 케이스 수납(4P소책자 첨부)가 포함되어 있다. 유튜브 카도카와 채널에서, 미래일기 OAD 공식PV가 공개되었다.
2013년 7월 하순경에 OAD 1편이 추가로 나올 예정이다. 이 OAD는 미래일기:Redial 편에 수록 될 예정이며, 약 25분의 애니메이션이 추가된다.

## 같이 보기
- 《미래일기 -ANOTHER:WORLD-》 (2012년 후지 TV에서 방송된 드라마.)